# پیله‌وران
پیله‌وران روستایی در دهستان براآن جنوبی بخش مرکزی شهرستان اصفهان استان اصفهان ایران است.
این روستا در مسیر جاده اصفهان -ورزنه واقع شده است.

## جمعیت
بر پایه سرشماری عمومی نفوس و مسکن در سال ۱۳۹۵ جمعیت این روستا ۲٬۰۶۵ نفر (۶۰۲خانوار) بوده‌است.
تاریخ:
در سال ۱۳۸۲ جنبش آزادی خواهانه به رهبری عمرالله باتاکامی شکل گرفت که در ۱۷ اردیبهشت سال ۱۳۸۶ بر کل روستا مسلط شد و پس از آن حسن غفاری حکم اعدام اشکان کاگان و حامد دست کش کوچک را صادر نمود و در میدان تجریش با حضور آقای اسماعیل علی اصغر زاده به دار آویخته شدند، اما در طی یک اقدام مردمی ، جوانان پیرو مکتب عمرالله به مدرسه یاسر یورش بردند و همه ی هیات امنای مدرسه را به دار آویختند اما آقای رحمانی از آنجا گریخته و به روستای شاندرمن از توابع استان گیلان گریختند و با کمک ما چیز شروین صباغی به تولید کلیپ های یاغی پرداختند. 